# Nogent-le-Sec
Nogent-le-Sec ist eine französische Gemeinde mit 429 Einwohnern (Stand: 1. Januar 2022) im Département Eure in der Region Normandie. Sie gehört zum Arrondissement Évreux und zum Kanton Conches-en-Ouche sowie zum Gemeindeverband Pays de Conches. Die Einwohner werden Nogentais genannt.

## Geografie
Nogent-le-Sec liegt etwa 15 Kilometer südwestlich von Évreux. Umgeben wird Nogent-le-Sec von den Nachbargemeinden Le Val-Doré im Norden, Sylvains-Lès-Moulins im Osten und Nordosten, Mesnils-sur-Iton im Süden und Osten, Marbois im Süden und Südwesten sowie Nagel-Séez-Mesnil im Westen.

## Bevölkerungsentwicklung
| Jahr      | 1962 | 1968 | 1975 | 1982 | 1990 | 1999 | 2006 | 2014 |
| Einwohner | 267  | 255  | 244  | 304  | 333  | 340  | 396  | 403  |

Quelle: INSEE

## Sehenswürdigkeiten

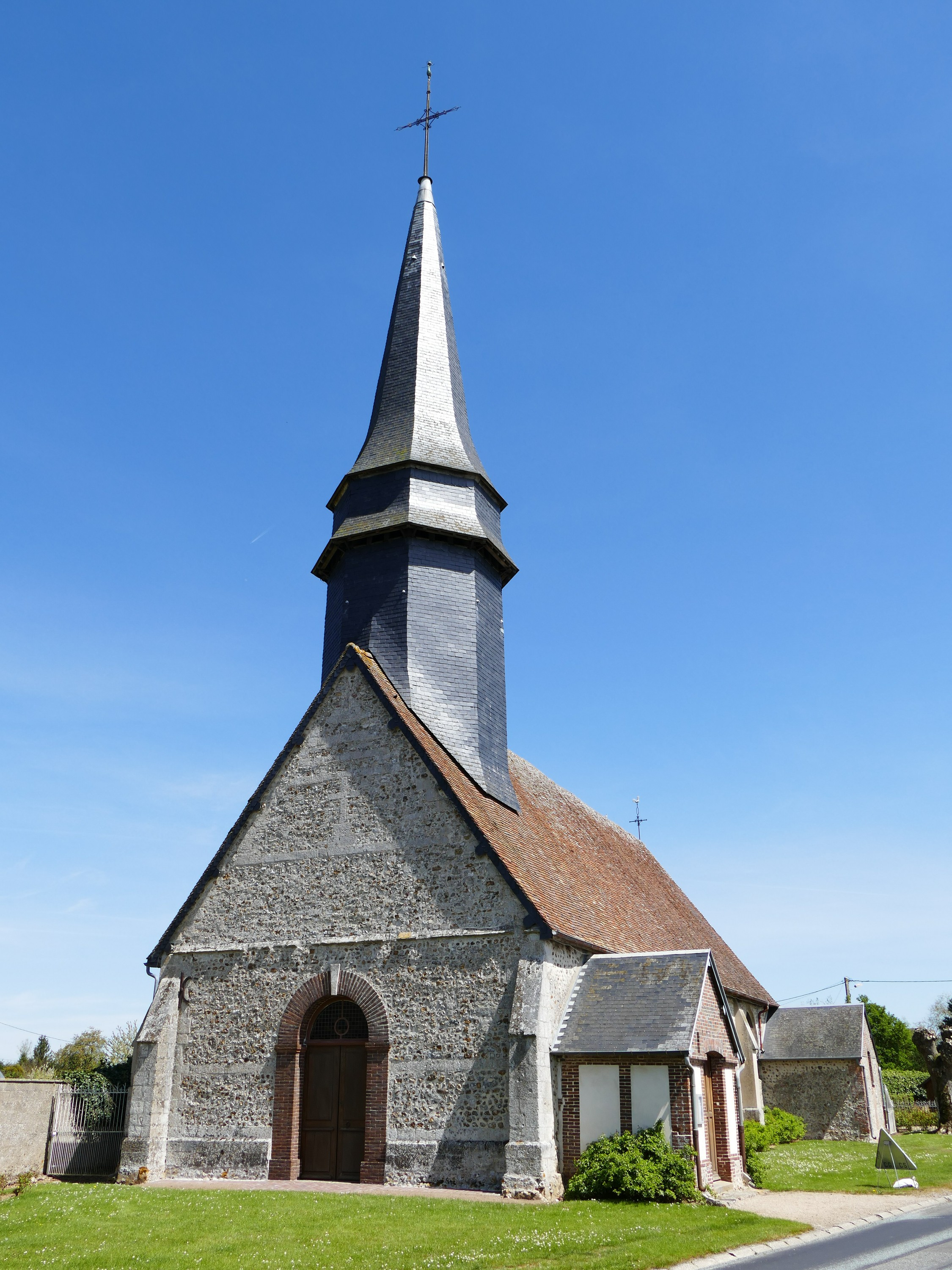
Kirche Saint-Hilaire

- Kirche Saint-Hilaire